# Wolperath
Wolperath ist mit 1492 Einwohnern der drittgrößte Ortsteil der Gemeinde Neunkirchen-Seelscheid im nordrhein-westfälischen Rhein-Sieg-Kreis und liegt südöstlich von Neunkirchen.
Am südlichen Ortsausgang befindet sich eine der drei Grundschulen der Gemeinde mit offener Ganztagsschule. An der Straße Richtung Schöneshof liegt der Baseballplatz des Baseball- und Softball-Verein Neunkirchen Nightmares. Außerdem gibt es das Tambour-Corps-Wolperath, das 2004 eine Goldmedaille bei den Deutschen Meisterschaften des Deutschen Bundesverband der Spielmanns-, Fanfaren-, Hörner- und Musikzüge e. V. in der Klasse Spielmannszüge errang.
Westlich des Dorfes im Wahnbachtal liegt die Wahnbachtalsperre.

## Geschichte
Erstmals genannt wird der Ort in einer Urkunde aus dem 11. Jahrhundert als Wolverrothe/Woluerothe.
1166 taucht er als Wolpenderode in einer Kölner Urkunde auf. In einer römischen Urkunde heißt der Ort am 18. November 1181 Wolpinrode. Durch das Datum der Erstnennung lässt sich allerdings nicht die Entstehungszeit des Ortes bestimmen. Die Mehrheit der Ortsnamen mit dem Grundwort -rath (bzw. -rod, -rode, -gerode für Orte, die durch Rodung entstanden) stammt aus einer Periode intensiven Landausbaus zwischen 1000 und 1300. Zum Bestimmungswort lässt sich nicht viel sagen. Vermutlich handelt es sich um einen Personennamen.
Nördlich von Wolperath wurde ein Beil gefunden, das in das jüngere Neolithikum datiert wird.
Im 16. Jahrhundert unterhielt die Wollweberfamilie Worm aus Siegburg in Wolperath ein Sattelgut.
1789 bildete Wolperath eine Honschaft des Kirchspiels Neunkirchen. Von 1806 bis 1813 gehörte der Ort zum Großherzogtum Berg und dort seit 1808 zur Mairie (Bürgermeisterei) Neunkirchen. Innerhalb der Bürgermeisterei Neunkirchen gehörte Wolperath zur Gemeinde Neunkirchen, die 1969 mit der Gemeinde Seelscheid zur Gemeinde Neunkirchen-Seelscheid zusammengeschlossen wurde.

## Verkehr
Durch den Ort führt die Landesstraße 352, die ein Teilabschnitt der Deutschen Alleenstraße ist. Wolperath ist mit der Buslinie 578 (Hennef Bahnhof – Neunkirchen Rathaus – Seelscheid Altenheim) an das Netz des ÖPNV angebunden.

## Persönlichkeiten
- Franzleo Andries (1912–1979), Komponist und Texter, lebte lange Zeit in Wolperath.
- Konrad „Conny“ Plank (1940–1987), hatte in Wolperath sein Tonstudio.